# Boechera crandallii
Boechera crandallii es una especie de planta herbácea  perteneciente a la familia Brassicaceae que se encuentra en Colorado ( EE. UU.), donde crece en graveras de piedra caliza y áreas pedregosas, a menudo entre arbustos. 
La época de su floración es en el mes de junio. Según recuentos del cromosoma de Rollins (1941 y 1966) el B. crandalli se ha identificado como un diploide con n=7 que se reproduce probablemente de modo sexual.

## Descripción
Las plantas son perennes frecuentemente cespitosas, con caudices leñosos. Tallos generalmente 2-5 por caudex, surge cerca de la superficie en forma de rosetas basales, (1.0-) 1.5-4.0 dm. Flores ascendentes en la antesis; sépalos pubescentes; pétalos generalmente de color blanco, 1-2 mm, glabro; óvulos 56-84 por fruto.  Semillas uniseriados, con ala continua (rara vez ausente), de 0,1 mm de ancho.

## Taxonomía
Boechera crandallii fue descrita por (Rob.) W.A.Weber y publicado en Phytologia 51(6): 369. 1982.
Etimología
Boecchera: nombre genérico que fue nombrado en honor del botánico danés Tyge Wittrock Böcher (1909-1983), que era reconocido por sus investigaciones en plantas alpinas, incluyendo el género Draba.
crandallii: epíteto
Sinonimia
- Arabis crandallii B.L.Rob.[2]
- Arabis stenoloba Greene[1]